# Baigneaux, Loir-et-Cher
Baigneaux är en kommun i departementet Loir-et-Cher i regionen Centre-Val de Loire i de centrala delarna av Frankrike. Kommunen ligger i kantonen Selommes som tillhör arrondissementet Vendôme. År 2018 hade Baigneaux 46 invånare.

## Befolkningsutveckling
Antalet invånare i kommunen Baigneaux
| Referens: INSEE |